# Frida Persson
Frida Josefin Åberg, (f.d. Persson), född 14 december 1989 i Kvistofta, är en före detta svensk friidrottare, i första hand häcklöpare. Hon är syster till Sofie Egebrant, (f.d. Persson), som också tävlade i löpning.

## Karriär
Persson inledde sin friidrottskarriär i IFK Helsingborg och bytte 2009 klubbadress till Hammarby IF. Hon nådde final på 400 meter häck vid ungdoms-VM 2005 och vid junior-VM 2008. Vid båda tillfällena kom hon sjua. 
Vid Skol-VM i Tessaloniki, Grekland år 2006 tog Frida ett silver.  
Vid U23-EM i Kaunas, Litauen år 2009 gick Frida Persson med 58,60 vidare från försöken, men hon slogs sedan ut i semifinalen trots säsongsbästa, 58,27.
Sitt första SM-guld tog hon utomhus vid mästerskapen i Falun 2010. Totalt vann Frida fyra guld på 400m häck (2010, 2012, 2013, 2014).
EM i Helsingfors sommaren 2012 var Perssons debut i internationella mästerskapssammanhang. Hon satte personligt rekord med 57,83, men tiden räckte inte för avancemang.
Frida Persson sprang vid inomhus-EM i Göteborg 2013, tillsammans med Josefin Magnusson, Moa Hjelmer och Elin Moraiti, lång stafett 4 x 400 meter, men laget slogs ut direkt i försöken.
Vid Europamästerskapen i Amsterdam år 2016 blev Frida Persson utslagen i försöken med tiden 58,26.
Persson utsågs 2015 till Stor grabb/tjej nummer 541 i friidrott.
Hösten 2016 avslutade Frida sin friidrottskarriär. 

## Finnkampen
Frida Persson har representerat Sverige i Finnkampen med följande resultat:
- Helsingfors 2008
  - Seger på 400 meter häck, tid: 59,85
- Göteborg 2009
  - Fjärdeplats på 400 meter häck, tid: 59,18
- Helsingfors 2010
  - Andraplats på 400 meter häck, tid: 59,01
- Helsingfors 2012
  - Seger på 400 meter häck, tid: 57,93
- Stockholm 2015
  - Fjärdeplats på 100 meter, tid: 11,86
  - Tredjeplats på 200 meter, tid: 24,32

## Personliga rekord
| Utomhus - 100 meter – 11,75 (Skara 29 augusti 2015) - 200 meter – 23,89 (Skara 29 augusti 2015) - 300 meter – 39,55 (Göteborg 10 augusti 2010) - 400 meter – 55,64 (Uppsala 28 juli 2012) - 400 meter häck – 57,83 (Helsingfors, Finland 27 juni 2012) | Inomhus - 60 meter – 7,62 (Växjö 23 januari 2016) - 200 meter – 24,02 (Växjö 24 januari 2016) - 400 meter – 54,50 (Norrköping 17 februari 2013) - 300 meter häck – 41,43 (Tammerfors, Finland 5 februari 2011) |